# 1911 en musique
| \| • Retour à la chronologie générale de la musique populaire • \| |
| XXIe siècle • XXe siècle • XIXe siècle • XVIIIe siècle XVIIe siècle • XVIe siècle • XVe siècle • XIVe siècle XIIIe siècle • XIIe siècle • XIe siècle • Xe siècle IXe siècle • VIIIe siècle • Haut Moyen Âge • Rome • Grèce |
| • Retour à la chronologie générale de la musique populaire • |

| • Retour à la chronologie générale de la musique populaire • |

| Années de la musique populaire : 1908 - 1909 - 1910 - 1911 - 1912 - 1913 - 1914    |
| Décennies de la musique populaire : 1880 - 1890 - 1900 - 1910 - 1920 - 1930 - 1940 |

Cet article présente les faits marquants de l'année 1911 en musique.

## Évènements et œuvres
- Publication dans les numéros de juillet-septembre et d'octobre-novembre 1911 du Journal of American Folklore, de deux articles importants d'Howard W. Odum intitulés « Folk-Songs and Folk Poetry As Found in the Secular Songs of the Southern Negroes », marquant la première apparition imprimée de nombreux titres remarquables du blues et de la musique folk[1].
- Emile Woerth écrit l'hymne alsacien Elsässisch Fàhnelied.
- George Deighton et  Domencio Santangelo écrivent Sarnia Chérie, l'hymne national du bailliage de Guernesey.
- Irving Berlin compose Alexander's Ragtime Band[2].
- Billy Murray enregistre The Camptown Races (Gwine to Run All Night) et Alexander's Ragtime Band[1].
- Guy B. Johnson publie une des premières versions connues de Stagger Lee dans le Journal of American Folklore[3].

## Naissances
- 1er  mars : Rina Ketty, chanteuse française d'origine italienne († 23 décembre 1996)
- 9 mars : Clara Rockmore, violoniste et virtuose du thérémine lituano-américaine († 10 mai 1998)
- 8 mai : Robert Johnson, célèbre bluesman († 16 août 1938).
- 19 octobre : Piano Red, pianiste et chanteur de blues américain († 25 juillet 1985).
- 24 octobre : Sonny Terry, chanteur et harmoniciste de blues américain († 11 mars 1986).